# JBS S.A.
JBS SA — бразильская компания, крупнейший в мире производитель мяса, основными регионами деятельности являются США, Бразилия и Австралия. В списке крупнейших публичных компаний в мире Forbes Global 2000 за 2022 год JBS заняла 401-е место.

## История
JBS — это инициалы основателя компании Жозе Батиста Собриньо (Jose Batista Sobrinho); в 1953 году он приобрёл бойню в Анаполисе в центральной части Бразилии. В последующие десятилетия компания росла, скупая бойни по всей Бразилии.
В 2005 году была куплена компания Swift Armour, крупнейший производитель говядины в Аргентине. В 2007 году компания провела первичное публичное предложение своих акций, крупный пакет купил бразильский банк развития BNDES. Позже в 2007 году был куплен один из крупнейших производителей говядины в США, Swift & Company с 12 предприятиями в США и Австралии. В 2009 году была куплена бразильская компания по расфасовке мяса Bertin и контрольный пакет акций американского производителя курятины Pilgrim’s Pride. Ещё одним приобретением в 2015 году стала компания по производству курятины в Северной Ирландии Moy Park (на неё приходится около 30 % продаваемой в Великобритании курятины).
В 2017 году против руководителей компании были выдвинуты обвинения в коррупции, в частности дачу взяток сотням политиков, включая трёх президентов Бразилии. Эти обвинения были частью операции «Мойка машин» (Operation Car Wash). Жосли Батиста провёл около полугода в тюрьме и сотрудничал со следствием, предоставив запись разговора с Мишелом Темером, подтверждающую факт дачи взятки. В 2018 году JBS была оштрафована на 3,2 млрд долларов.
В 2021 году была куплена компания Huon Aquaculture, которая занимается разведением лосося на Тасмании.
Согласно исследованию 2023 года, опубликованному Бюро журналистских расследований (TBIJ), The Guardian, Repórter Brasil и Forbidden Stories, в тропических лесах Амазонии всего за шесть лет, с 2017 по 2022 год, было вырублено более 800 миллионов деревьев, чтобы удовлетворить мировой спрос на говядину. Лес был вырублен рядом с более чем 20 скотобойнями, принадлежащим «большой тройке» бразильских операторов и экспортёров говядины — JBS, Marfrig и Minerva. Все три фирмы публично заявляют о своей приверженности устойчивому развитию.

## Собственники и руководство
Крупнейшим акционером (40 %) является компания J&F Investimentos, контролируемая братьями Жосли (Joesley Batista) и Уэсли Батиста (Wesley Batista), сыновьями основателя компании Жозе Батиста Собриньо. Около 20 % акций принадлежит бразильскому банку BNDES.
- Джеремия О’Каллаган (Jeremiah O’Callaghan) — председатель совета директоров с 2018 года, в компании с 1996 года[11].
- Жильберту Томазони (Gilberto Tomazoni) — генеральный директор с 2019 года, в компании с 2013 года[12].

## Деятельность
Производственные мощности компании насчитывают более 500 предприятий в 20 странах, включая Бразилию, США, Канаду, Мексику, Аргентину, Уругвай, Вьетнам, Францию, Италию и Великобританию. Крупнейшими рынками сбыта являются США (49 % продаж), Азия (15 %), Бразилия (12 %), Европа (9 %), Мексика (4 %), Австралия и Новая Зеландия (4 %), Канада (3 %), Африка (3 %), Южная Америка (кроме Бразилии, 1 %).
Выручка за 2022 год составила 375 млрд реалов ($72 млрд); экспорт составил 19,1 млрд долларов, в том числе 26,2 % — в Китай, 12,1 % — в Африку и на Ближний Восток, 11,4 % — в США, 9,6 % — в Японию, 8,0 % — в Южную Корею, 6,5 % — в Евросоюз.
Подразделения по состоянию на 2022 год:
- JBS Brasil — производство говядины и кожи в Бразилии; 16 % выручки.
- Seara — производство птицы и свинины в Бразилии; 11 % выручки.
- JBS Beef North America — производство говядины в США и Канаде; 30 % выручки.
- Australia — производство говядины, баранины, свинины и рыбы в Австралии и Новой Зеландии; 9 % выручки.
- JBS USA Pork — переработка свинины в США; 11 % выручки.
- Pilgrim’s Pride — переработка птицы и свинины в США, Европе, Мексике и Пуэрто-Рико; 24 % выручки.